# 토트넘 홋스퍼 FC 위민
토트넘 홋스퍼 FC 위민(영어: Tottenham Hotspur F.C. Women, 토트넘 홋스퍼 여자 축구단)은 잉글랜드의 바닛구 에지웨어를 연고로 하는 여자 축구단이다. 현재 잉글랜드 여자 축구 1부 리그인 FA 여자 슈퍼리그에 참가하고 있다.
1985년에 토트넘 홋스퍼 FC 산하 여자 축구단으로 설립되었으며, 원래 구단명은 토트넘 홋스퍼 레이디스 FC(영어: Tottenham Hotspur Ladies F.C.)였으나 2019년에 현재와 같이 변경했다.

## 같이 보기
- 토트넘 홋스퍼 FC